# Bakura
Bakura é uma Área de governo local no Zamfara (estado), na Nigéria. Sua sede é na cidade de Bakura em 12° 42′ 37″ N, 5° 52′ 23″ L no nordeste do LGA.
Possui uma área de 1.366 km2 e uma população de 186.905 no censo de 2006.
O código postal da área é 892.